# Vaskeri
Vaskeri kan också vara en anläggning för vaskning av malm.
Vaskeri är en halvö i Finland.   Den ligger i landskapet Egentliga Finland, i den sydvästra delen av landet, 210 km väster om huvudstaden Helsingfors. Vaskeri ligger på ön Kaurissalo.